# علاء دروازه
علاى دروازه (الأردية :علاء دروازه) هي البوابة الجنوبية لمسجد قوى الإسلام المشيد في مجمع قطب حي مهرولي، دلهي، الهند. بناه السلطان علاء الدين خالجي في عام 1311 وهو مصنوع من الحجر الرملي الأحمر، وهي عبارة عن بوابة حراسة ذات قبة مربعة مع مداخل مقوسة وتضم غرفة واحدة. ولهذا البناء أهمية خاصة في الهندسة المعمارية الهندية الإسلامية حيث يعد أول نصب تذكاري هندي يبنى باستخدام الأساليب الإسلامية في البناء والزخرفة وهو أحد مواقع التراث العالمى.

## الخلفية التراثية
بناه السلطان علاء الدين خالجي من سلالة خالجي في عام 1311.كان جزءا من خطته لتوسيع مسجد قوى الإسلام من الأربعة جوانب. على الرغم من أنه كان يخطط لبناء أربع بوابات إلا أنه تم الانتهاء من بناء علاء دروازه فقط بعد وفاته عام 1316 وهو البوابة الجنوبية للمسجد ويقع في الجزء الجنوبي من مجمع قطب. صنف موقع للتراث العالمي في عام 1993.

## العمارة
يتكون علاي دروازه من قاعة واحدة يبلغ طول الجزء الداخلي منها 34.5 قدم (10.5متر) والجزء الخارجي يبلغ 56.5 قدما (17.2متر) ويبلغ ارتفاعه 60 قدما (13مترا) وسماكة الجدران 11قدما (3.4م). منذ إنشاؤة عام 1311 بوابة الحراسة هذه تظهر بجدران سميكة للغاية وقبة صغيرة لا يمكن رؤيتها إلا من مسافة أ وارتفاع معين. تقدم هذه العمارة ألوان البناء الجريئة المتناقضة، مع الحجر الرملي الأحمر والرخام الأبيض وهو ما أصبح سمة مشتركة للهندسة المعمارية الإسلامية الهندية، لتحل محل البلاط متعدد الألوان المستخدم في بلاط فارس وآسيا الوسطى. تتجمع الأقواس المدببة قليلا عند قاعدتها، مما يعطي تأثير خفيف لقوس حدوة الحصان، وحوافها الداخلية ليست متحدبة ولكنها مبطنة بإسقاطات «رأس الحربة» التقليدية أو ربما تمثل براعم اللوتس.يتم هنا تقديم شاشات شبكية حجرية مخرمة؛ وقد تم استخدامها منذ فترة طويلة في المعابد.
ارتفاع القبة 47قدما (14م) إنها أول قبة حقيقة تم بناؤها في الهند، حيث لم تنجح المحاولات السابقة لبناء قبة حقيقة.
دروازه بأكملها مصنوعة من الحجر الرملي الأحمر المطعم برخام أبيض اللون على الجدران الخارجية. كما أن هناك الكثير من الخط العربي على نطاق واسع على الجدران. الأقواس على شكل حدوة حصان، وهي المرة الأولى التي استخدمت فيها هذه الأقواس في الهند. للواجهة منحوتات وأنماط تعود إلى حقبة ما قبل تركيا. النوافذ بها شبكات رخامية. تتكون الزخرفة السطحية من محاليق زهرية متشابكة وتتكرر بشكل متماثل على مداخلها الثلاثة.

## معرض

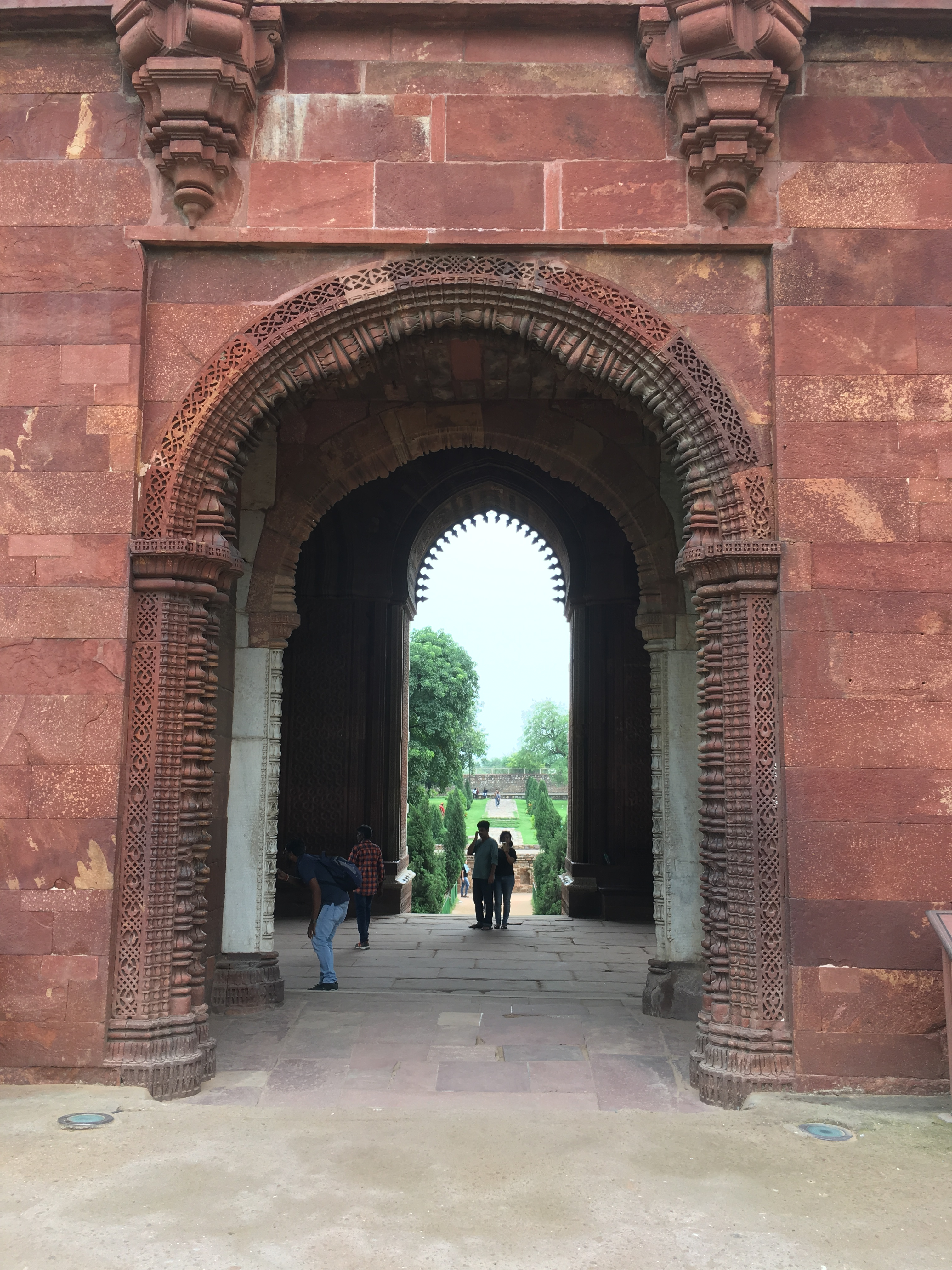
مدخل البوابة
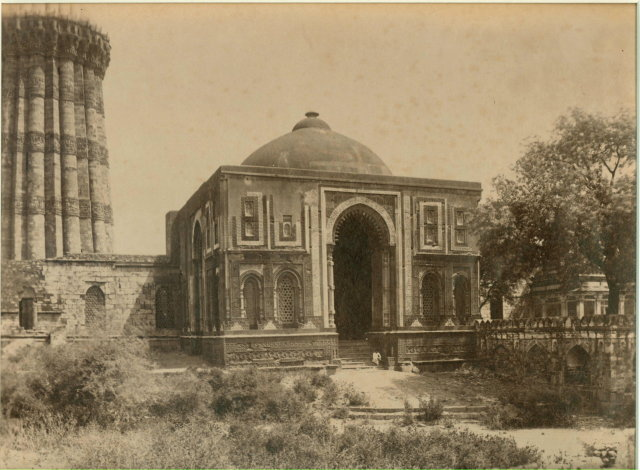
مجمع قطب 1870
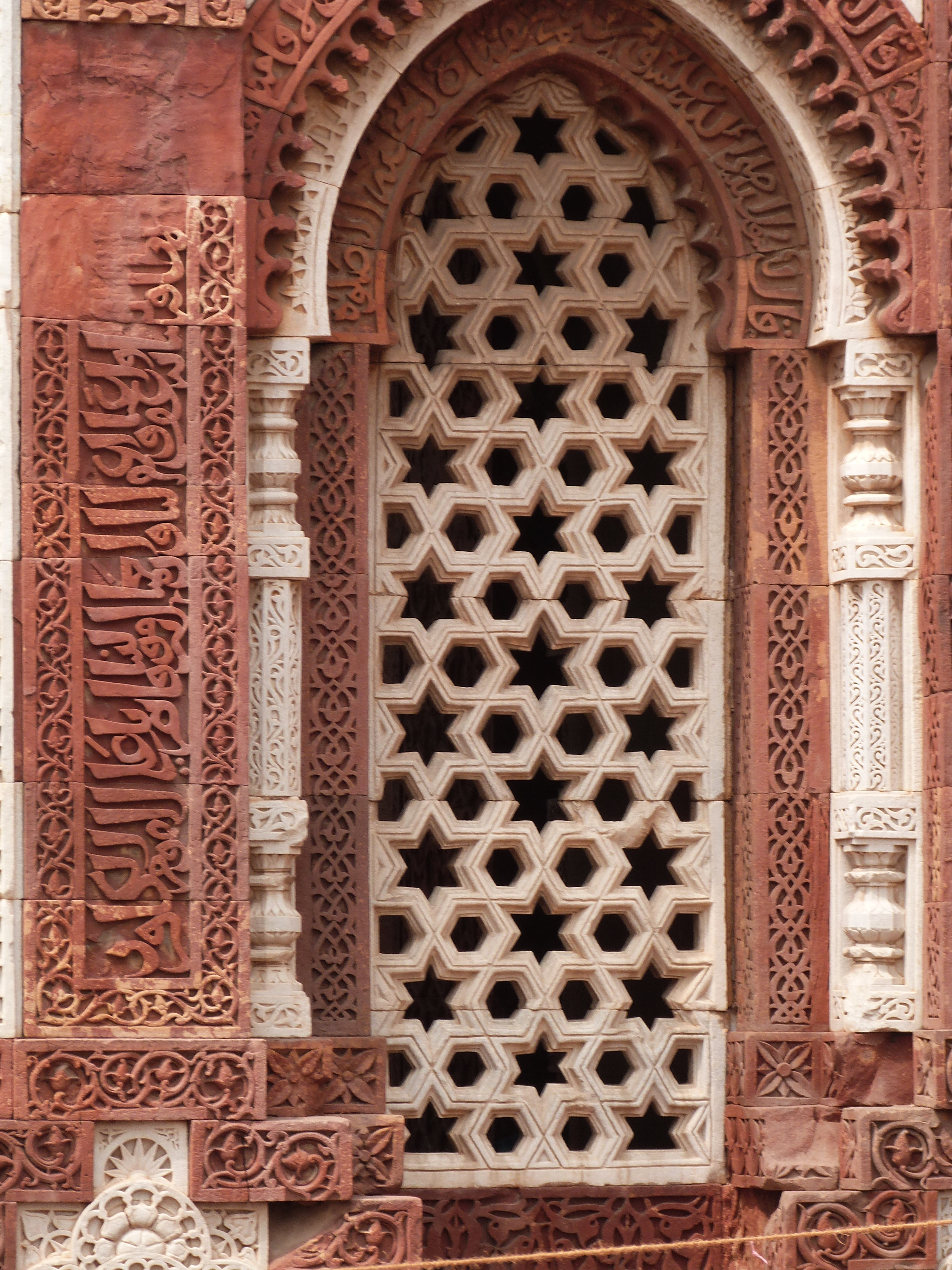
شباك، بوابة علاء
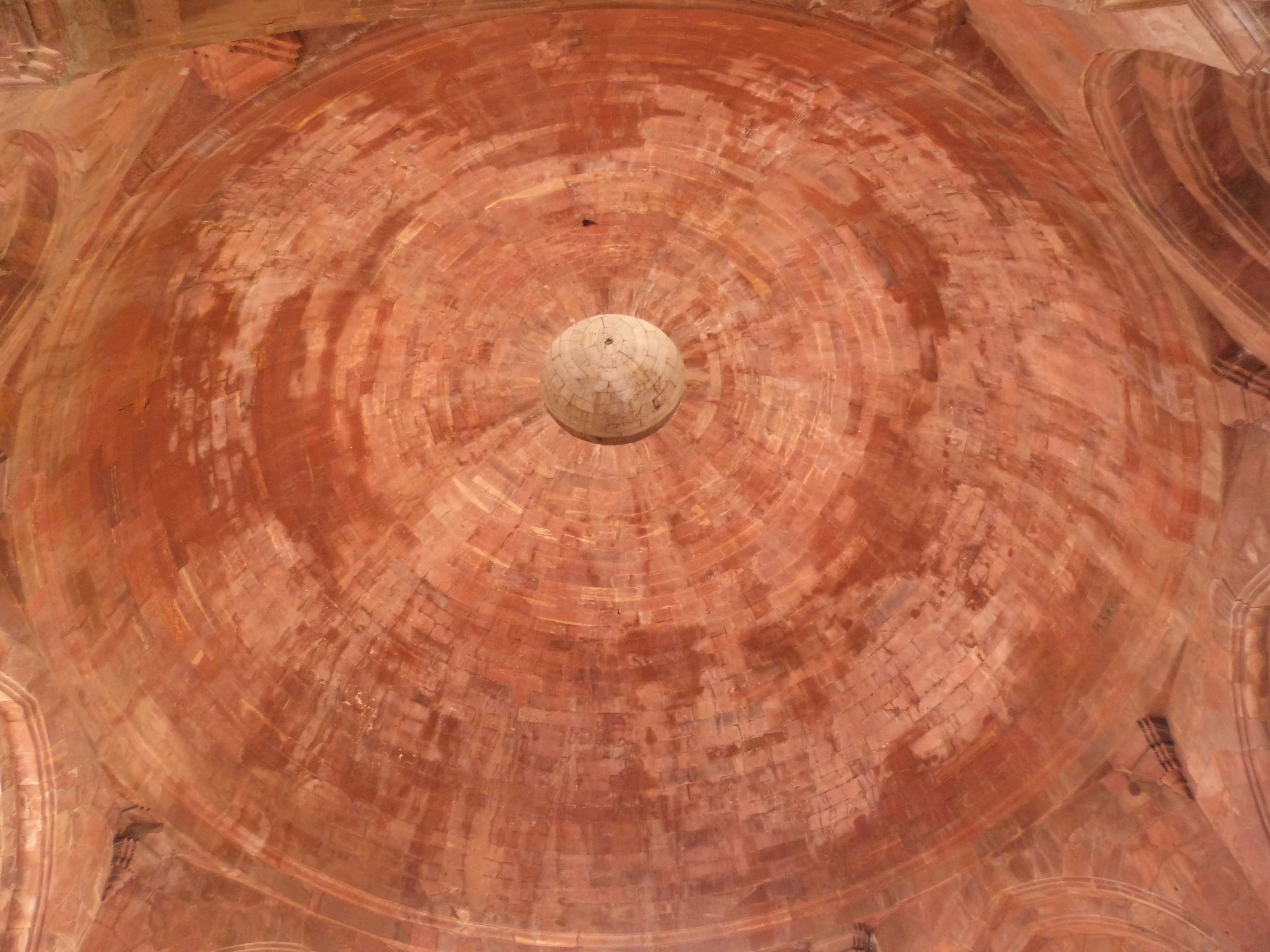
قبة بوابة علاء